# Gråkrokus
Crocus nevadensis är en irisväxtart som beskrevs av Mariano del Amo y Mora och Campo. Crocus nevadensis ingår i släktet krokusar, och familjen irisväxter. Inga underarter finns listade i Catalogue of Life.

## Bildgalleri

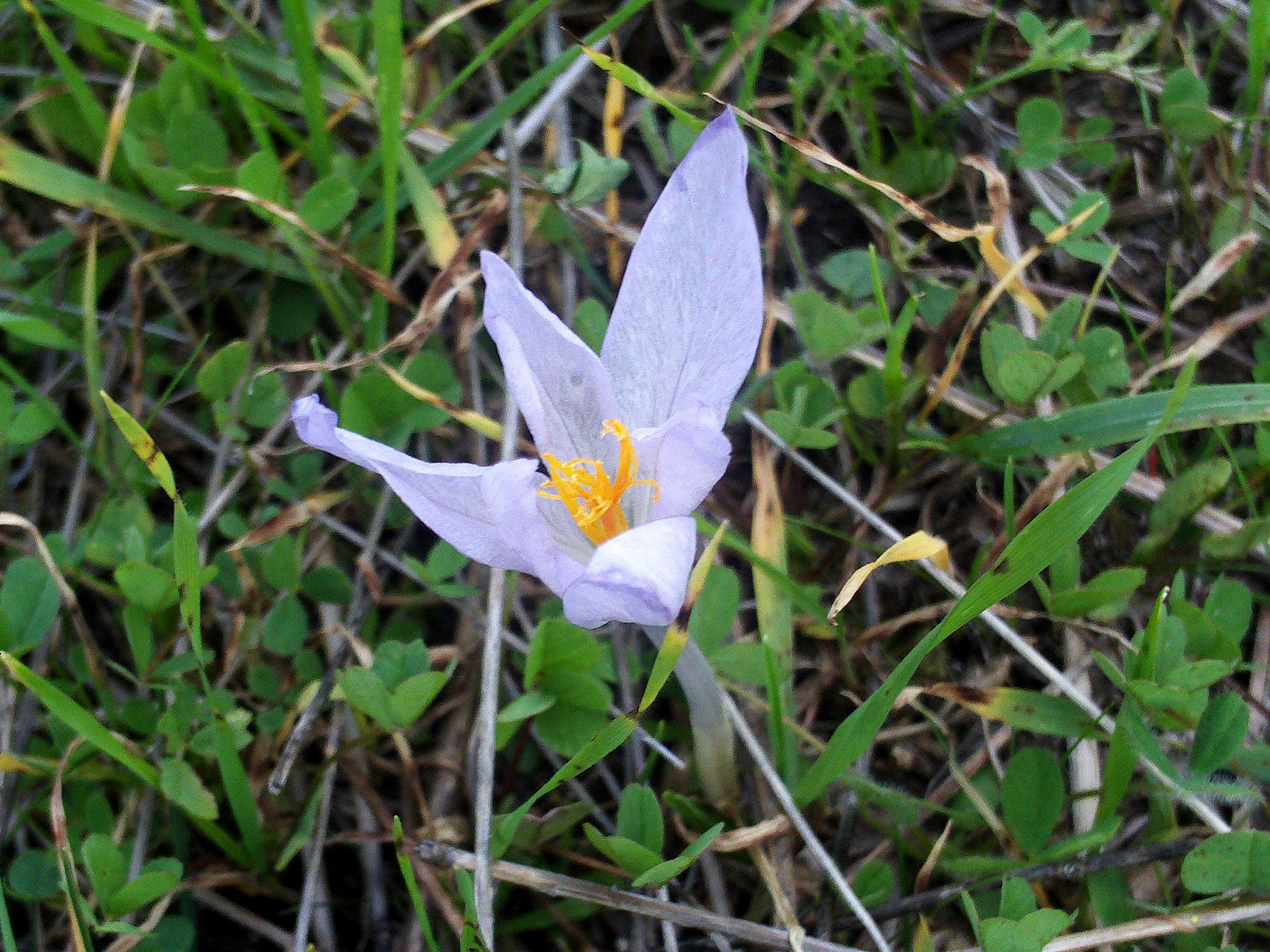
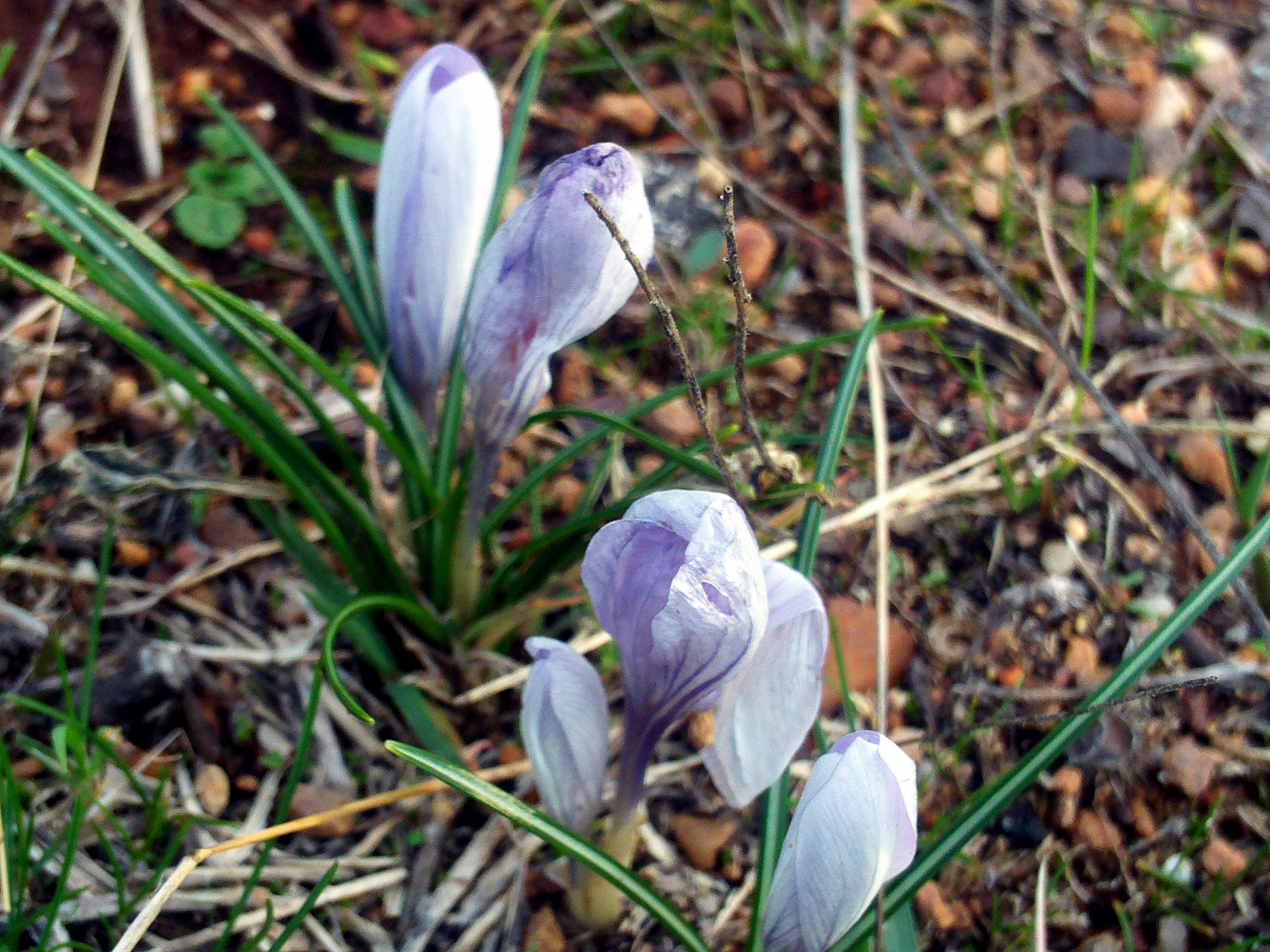
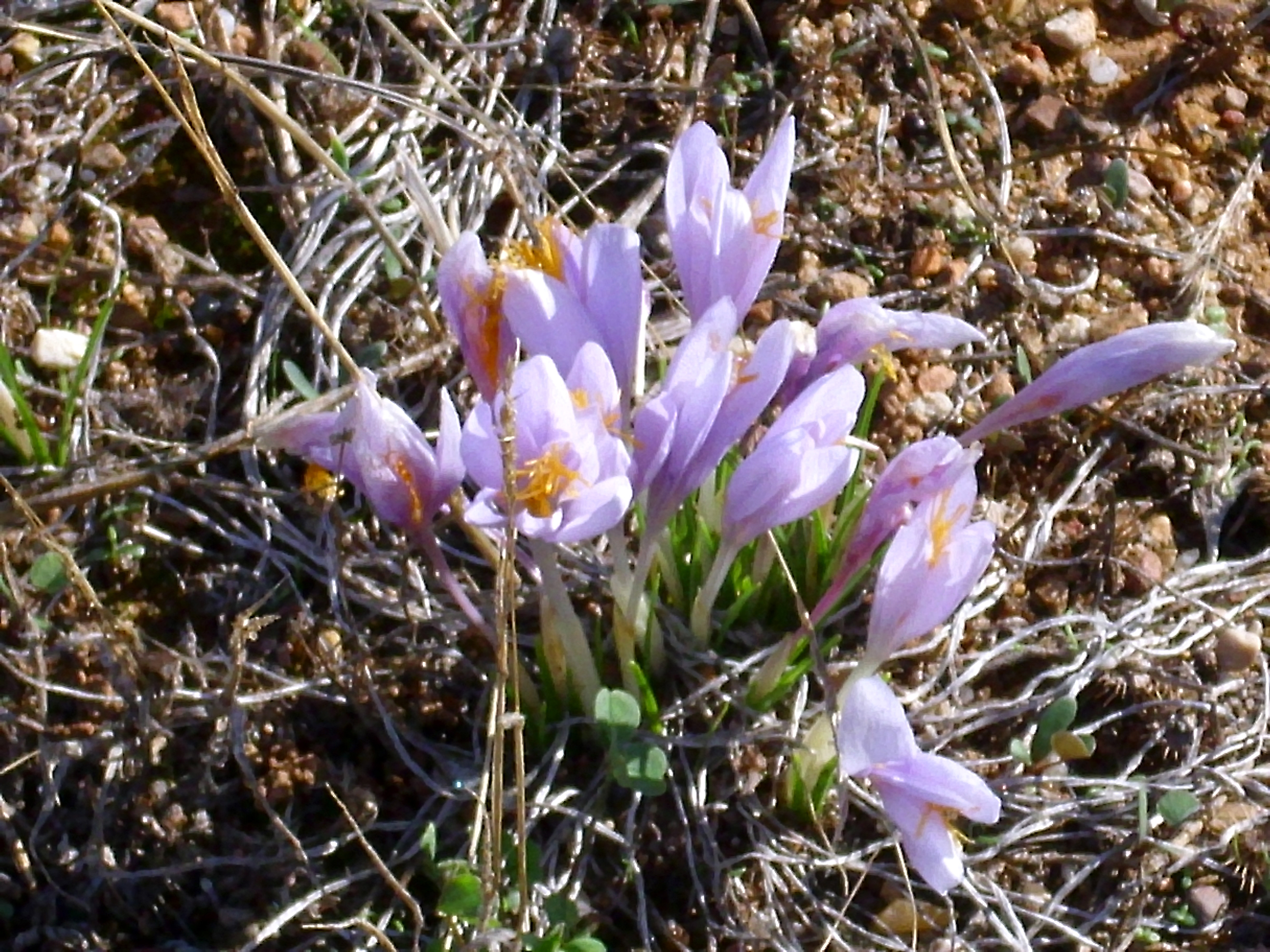